# Хиетанен, Юрьё
Юрьё Ялмари Хиетанен (фин. Yrjö Jalmari Hietanen, 12 июля 1927, Хельсинки, Финляндия — 26 марта 2011, там же) — финский байдарочник, двукратный чемпион Олимпийских игр в Хельсинки (1952).

## Спортивная карьера
На летних Олимпийских играх в Хельсинки (1952) стал двукратным чемпионом в гребле на байдарке-двойке на 1000 м и 10 000 м (с Куртом Виресом. Через четыре года в Мельбурне (1956) спортсмен стал лишь шестым на дистанции 10 000 м.
По окончании спортивной карьеры избирался членом правления финской федерации гребли на байдарках и каноэ.